# گناه است… اما آن را دوست دارم
گناه است… اما آن را دوست دارم (اسپانیایی: Es pecado... pero me gusta‎) یک فیلم کمدی اسپانیایی-ایتالیایی به کارگردانی جوآن بوسک است که در سال ۱۹۷۷ منتشر شد.

## گزیدهٔ بازیگران
- کارمن ویلانی
- کارلو جوفره
- آلدو ماچونه
- سیمون آندرئو
- اسپرانسا روی